# Hastius
Hastius is een geslacht van vliesvleugeligen uit de familie bronswespen (Chalcididae). De wetenschappelijke naam van dit geslacht is voor het eerst geldig gepubliceerd in 1946 door Schmitz.

## Soorten
Het geslacht Hastius is monotypisch en omvat slechts de volgende soort:
- Hastius ochraceus Schmitz, 1946